# Friedrich Schumann (Gefängnisleiter)
Friedrich Schumann (* 4. August 1893 in Gommern; † 7. Dezember 1945 in Halle (Saale)) war ein deutscher Hauptwachtmeister, welcher wegen angeblicher Kriegsverbrechen im Zweiten Weltkrieg durch ein Sowjetisches Militärtribunal (SMT) in der Sowjetischen Besatzungszone (SBZ) zum Tode verurteilt und hingerichtet wurde.

## Leben
Schumann wirkte im Zweiten Weltkrieg als Hauptwachtmeister im Zuchthaus Roter Ochse in Halle (Saale). Dort war Schumann Gefängnisleiter der Abteilung 8. Im Roten Ochsen war Schumann angeblich an mehreren Kriegsverbrechen beteiligt. Am 8. August 1945 wurde Schumann in Halle festgenommen. Ihm wurde daraufhin, mit anderem Personal des Roten Ochsen, der Prozess gemacht. Am 13. November 1945 wurde er zum Tode durch ein Erschießungskommando verurteilt. Das Urteil wurde am 7. Dezember desselben Jahres in Halle vollstreckt.
Am 29. Juni 1995 wurde Friedrich Schumann von der Regierung der Russischen Föderation rehabilitiert.